# Benjamin Constant do Sul
Benjamin Constant do Sul é um município brasileiro do estado do Rio Grande do Sul. Antes de ser emancipado pertencia ao município de São Valentim.
Trata-se de um município com população de pouco mais de 2.200 habitantes, incluindo a reserva indígena de Votouro.
Em 2014 houve confrontos violentos entre indígenas e colonos locais devido a disputas territoriais.

## Geografia
Pertence à Mesorregião do Noroeste Rio-Grandense e à Microrregião de Erechim. Seu IDH é 0,619, o menor IDH do estado.